# Xu Jiayu
Xu Jiayu (徐嘉余S; Wenzhou, 19 agosto 1995) è un nuotatore cinese specializzato nel dorso e vincitore di una medaglia d'oro e quattro medaglie d'argento ai Giochi olimpici.

## Palmarès
- Giochi olimpici

Rio de Janeiro 2016: argento nei 100m dorso.
Tokyo 2020: argento nella 4x100m misti mista.
Parigi 2024: oro nella 4x100m misti, argento nei 100m dorso e nella 4x100m misti mista.
- Mondiali

Budapest 2017: oro nei 100m dorso e bronzo nella 4x100m misti mista.
Gwangju 2019: oro nei 100m dorso.
Fukuoka 2023: oro nella 4x100m misti mista, argento nella 4x100m misti e bronzo nei 50m dorso.
Singapore 2025: argento nella 4x100m misti mista.
- Mondiali in vasca corta

Windsor 2016: bronzo nei 100m dorso.
Hangzhou 2018: argento nei 100m dorso e bronzo nella 4x200m sl.
- Giochi asiatici

Incheon 2014: oro nella 4x100m misti, argento nei 100m dorso e nei 200m dorso e bronzo nei 50m dorso.
Giacarta 2018: oro nei 50m dorso, nei 100m dorso, nei 200m dorso, nella 4x100m misti e nella 4x100m misti mista.
Hangzhou 2023: oro nei 50m dorso, nei 100m dorso, nei 200m dorso, nella 4x100m misti e nella 4x100m misti mista.
- Campionati asiatici

Dubai 2012: oro nei 100m dorso, argento nei 200m dorso e bronzo nei 50m dorso.
Tokyo 2016: oro nei 50m dorso, nei 100m dorso, nei 200m dorso e nella 4x100m misti.

## Primati personali
I suoi primati personali in vasca da 50 metri sono:
- 50 m dorso: 24"42 (2017)
- 100 m dorso: 51"86 (2017)
- 200 m dorso: 1'53"99 (2018)

I suoi primati personali in vasca da 25 metri sono:
- 200 m stile libero: 1'43"59 (2018)
- 50 m dorso: 22"70 (2018)
- 100 m dorso: 48"88 (2018)
- 200 m dorso: 1'48"32 (2018)